# منارا تلکام
منارا تلکام، (به انگلیسی: Menara Telekom) آسمان‌خراش ۵۵ طبقه با ارتفاع ۳۱۰ متر از سطح زمین می‌باشد، که در شهر کوالالامپور، مالزی قرار دارد. این سازه، توسط شرکت ساخت‌وساز دوو، به سفارش شرکت تلکام مالزی، در فاصله سال‌های ۱۹۹۸ تا ۲۰۰۱ ساخته شد، که هم‌اکنون دفتر مرکزی این شرکت نیز در آن مستقر می‌باشد.
منارا تلکام پس از برج‌های دوقلوی پتروناس در رتبه دوم از بلندترین ساختمان‌های آسیای جنوب شرقی محسوب می‌شود. این برج اداری، در مجموع در رتبه ۳۵ از بلندترین ساختمان‌های جهان قرار دارد.